# Кармело Сімеоне
Кармело Сімеоне (ісп. Carmelo Simeone, нар. 22 вересня 1934, Сіудадела — пом. 11 жовтня 2014, Буенос-Айрес) — аргентинський футболіст, що грав на позиції захисника.
Виступав, зокрема, за клуби «Велес Сарсфілд» та «Бока Хуніорс», а також національну збірну Аргентини.

## Клубна кар'єра
У дорослому футболі дебютував 1955 року виступами за команду клубу «Велес Сарсфілд», середняка аргентинської першості, в якій провів шість сезонів, взявши участь у 164 матчах чемпіонату.  Більшість часу, проведеного у складі «Велес Сарсфілда», був основним гравцем захисту команди.
Своєю грою за цю команду привернув увагу представників тренерського штабу одного з лідерів аргентинського футболу, клубу «Бока Хуніорс», до складу якого приєднався 1962 року. Відіграв за команду з Буенос-Айреса наступні п'ять сезонів своєї ігрової кар'єри. Граючи у складі «Бока Хуніорс» також здебільшого виходив на поле в основному складі команди, яка протягом цього періоду виборола три чемпіонські титули.
Завершив професійну ігрову кар'єру у нижчоліговому на той час «Бельграно», за команду якого виступав 1968 року.
Помер 11 жовтня 2014 року на 81-му році життя у місті Буенос-Айрес.

## Виступи за збірну
1959 року дебютував в офіційних матчах у складі національної збірної Аргентини. Протягом кар'єри у національній команді, яка тривала 8 років, провів у формі головної команди країни 22 матчі.
Був у заявці збірної на чемпіонаті світу 1966 року в Англії, де, втім, жодного разу на поле не виходив.

## Титули
- Чемпіон Аргентини (3): 1962, 1964, 1965
- Чемпіон Південної Америки: 1959 (Аргентина)